# Katarina Gunnarsson
Katarina Gunnarsson, född 1966 i Stockholm, är en svensk journalist och radioreporter på Sveriges Radio. Hon arbetar med inriktning på längre featurereportage. Hon är sedan 2000 anställd på Studio Ett, P1 och har tidigare arbetat med dokumentärprogrammet Svenska Utflykter, det egna socialreportageprogrammet Gunnarsson samt på SVT.

## Priser och nomineringar
Katarina Gunnarsson har uppmärksammats med många priser och prisnomineringar för sin journalistik.
| År   | Pris                                                            | Motivering                                                               | Resultat  |
| ---- | --------------------------------------------------------------- | ------------------------------------------------------------------------ | --------- |
| 1997 | Ikarospriset                                                    | För reportage om de rika och om unga på glid på Femmans torg i Göteborg. | Vann      |
| 1999 | Guldspaden                                                      | För reportage om tjejers verklighet i frisörbranschen.                   | Nominerad |
| 1999 | Det lite större journalistpriset                                | Årets journalist för valet 1998.                                         | Vann      |
| 1999 | Den gyllene Haldan                                              | Årets journalist för valet 1998.                                         | Vann      |
| 2002 | Guldspade                                                       | För reportage om illegala latinamerikaner i städbranschen.               | Nominerad |
| 2003 | Ekoredaktionens Stora verklighetspris                           | För reportage om EMU-valet från ett fikarum.                             | Vann      |
| 2008 | Public Service-klubbens Ikarospris                              | För en reportageserie om Sverigedemokraterna.                            | Nominerad |
| 2009 | Stora Radiopriset i kategorin "Årets Reportage"                 | För reportagen och dokumentären om gangsterrapp-gruppen Kartellen.       | Nominerad |
| 2009 | Stora Journalistpriset                                          | "Årets Berättare".                                                       | Nominerad |
| 2010 | Röda Korsets journalistpris.                                    |                                                                          | Vann      |
| 2010 | Sveriges Radios Stora Ekopriset                                 | För sin journalistiska gärning.                                          | Vann      |
| 2012 | Ikarospriset i kategorin "Årets reportage"                      | För berättelsen om Södertäljepolisen Bertil Hagman.                      | Nominerad |
| 2012 | Publicistklubbens stora pris                                    | För hela sin gärning.                                                    | Vann      |
| 2013 | Stora Ekopriset                                                 | För serien "Det delade Sverige" om utanförskapsområden i mindre städer.  | Vann      |
| 2017 | Internationellt pris "Global Contructive journalist Award 2017" | För reportage i #10 miljonersatsningen                                   | Vann      |
| 2018 | IVA Kungliga Ingenjörsvetenskapsakademien journalistpris        |                                                                          | Vann      |
| 2018 | Expressens Per Wendelpris                                       | För hela sin gärning.                                                    | Vann      |
| 2019 | Prix Europa European Journalist of the Year                     | För hela sin gärning.                                                    | Nominerad |
| 2020 | DN-journalisten Kurt Perssons minnespris                        | För hela sin journalistiska gärning.                                     | Vann      |